# Верленд, Клод
Клод Верленд (фр. Claude Verlinde; 1927—2020) — французский художник и скульптор бельгийского происхождения.

## Биография
Учился в Париже в Высшей школе изящных искусств и в Академии Гранд-Шомьер. Первая персональная выставка состоялась в 1948 г. Автор пейзажей, особенно городских, и анималистической живописи, тяготеет к сюрреализму и магическому реализму. Работал также в области театральной декорации и костюма, в том числе в ходе постановок к 300-летию Пьера Мариво (1988). На работы Верленда большое влияние оказало творчество Иеронима Босха, отмечалось и влияние Питера Брейгеля.